# Nipponoclava
Nipponoclava is een geslacht van tweekleppigen uit de  familie van de Penicillidae.

## Soort
- Nipponoclava gigantea (Sowerby, 1888)